# Бразильская академия литературы
Брази́льская акаде́мия (порт. Academia Brasileira) или Брази́льская акаде́мия литерату́ры (БАЛ, порт. Academia Brasileira de Letras, ABL) — высшее научное учреждение Бразилии, независимая некоммерческая организация, основной уставной целью которой было объявлено распространение культуры португальского языка и бразильской литературы. Впоследствии в компетенцию Академии вошли поощрение научных исследований в области португальского языка и бразильской культуры, унификация бразильского и европейского вариантов португальского языка, присуждение премий в области литературы.
Академия является регулятором языковой и литературной нормы португальского языка — совместно с Лиссабонской академией наук участвовала в выработке правил стандартизации при принятии Орфографической реформы португальского языка 1945 года и Орфографической реформы португальского языка 1990 года.
Бразильская академия литературы начала свою работу 20 июля 1897 года. Штаб-квартира находится в Рио-де-Жанейро.

## История основания
Бразильская академия была основана в конце XIX века по образцу Французской академии. Ограничение количества действующих членов до 40 представителей, название академиков «бессмертными» (порт. imortais) и их пожизненное избрание, девиз Академии — всё это было принято согласно модели Французской академии.
Инициатива создания исходила от Лусиу де Мендонсы. Подготовительные собрания проходили с 15 декабря 1896 года в редакции литературного журнала «Ревишта Бразилейра» (Revista Brasileira) под председательством Машаду де Ассиса и завершились утверждением Устава организации 28 января 1897 года. Тогда же Машаду де Ассис был избран первым президентом БАЛ.

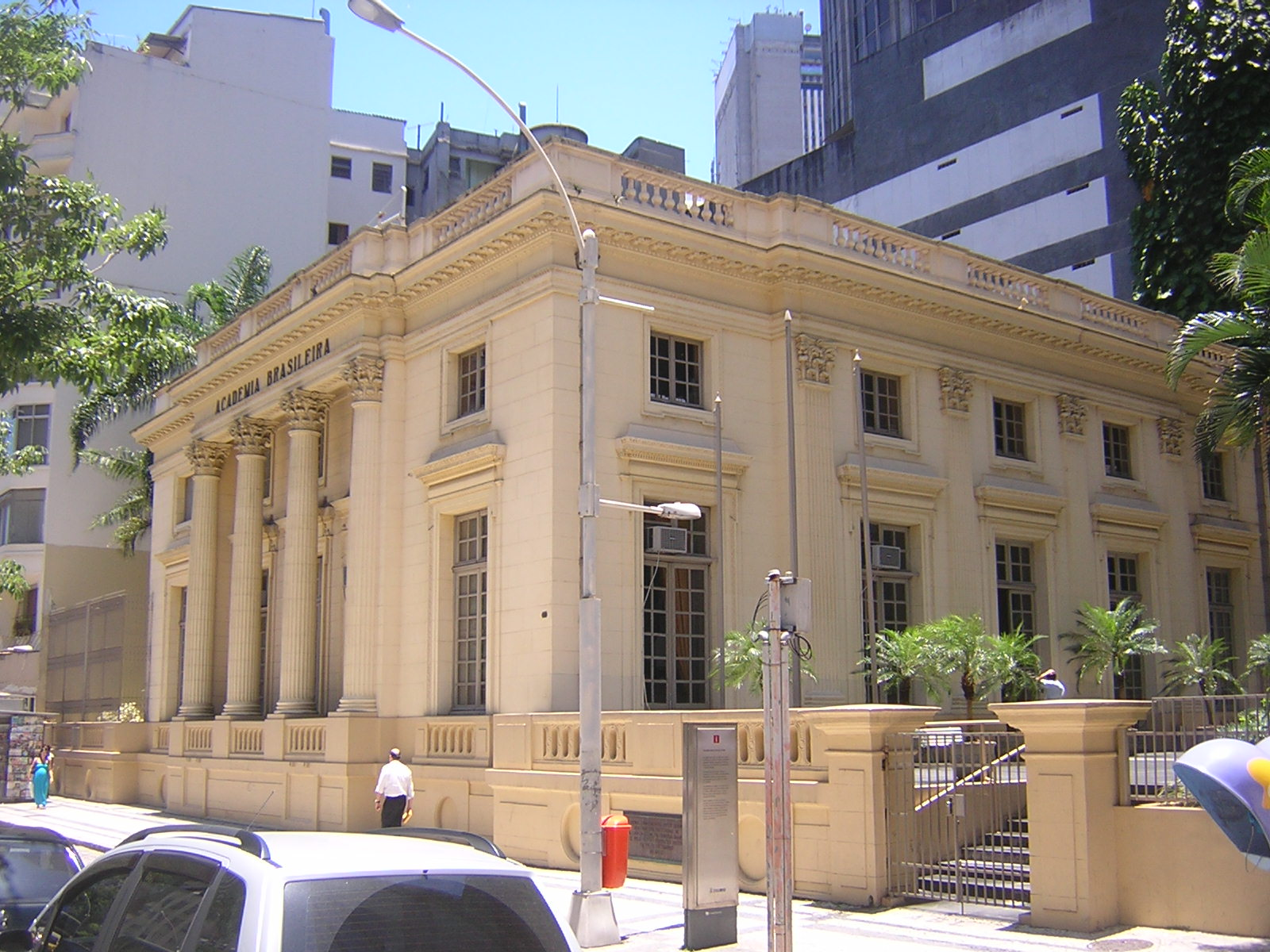
Здание, где Бразильская академия литературы располагается с 1923 года

Заседание по торжественному открытию деятельности Академии состоялось 20 июля 1897 года. В первые годы деятельности Академия не имела собственной штаб-квартиры. С 1905 по 1923 год ассоциация располагалась в здании «Силожеу» (Prédio do Silogeu), в котором также находились Медицинская академия, Институт адвокатов Бразилии и Бразильский историко-географический институт.
В 1923 году правительство Франции предоставило в распоряжение Академии здание павильона Франции на Международной выставке в Рио-де-Жанейро, посвящённой 100-летию провозглашения независимости Бразилии. Павильон воспроизводил Малый Трианон в Версале и с той поры стал штаб-квартирой БАЛ.

## Организационная структура

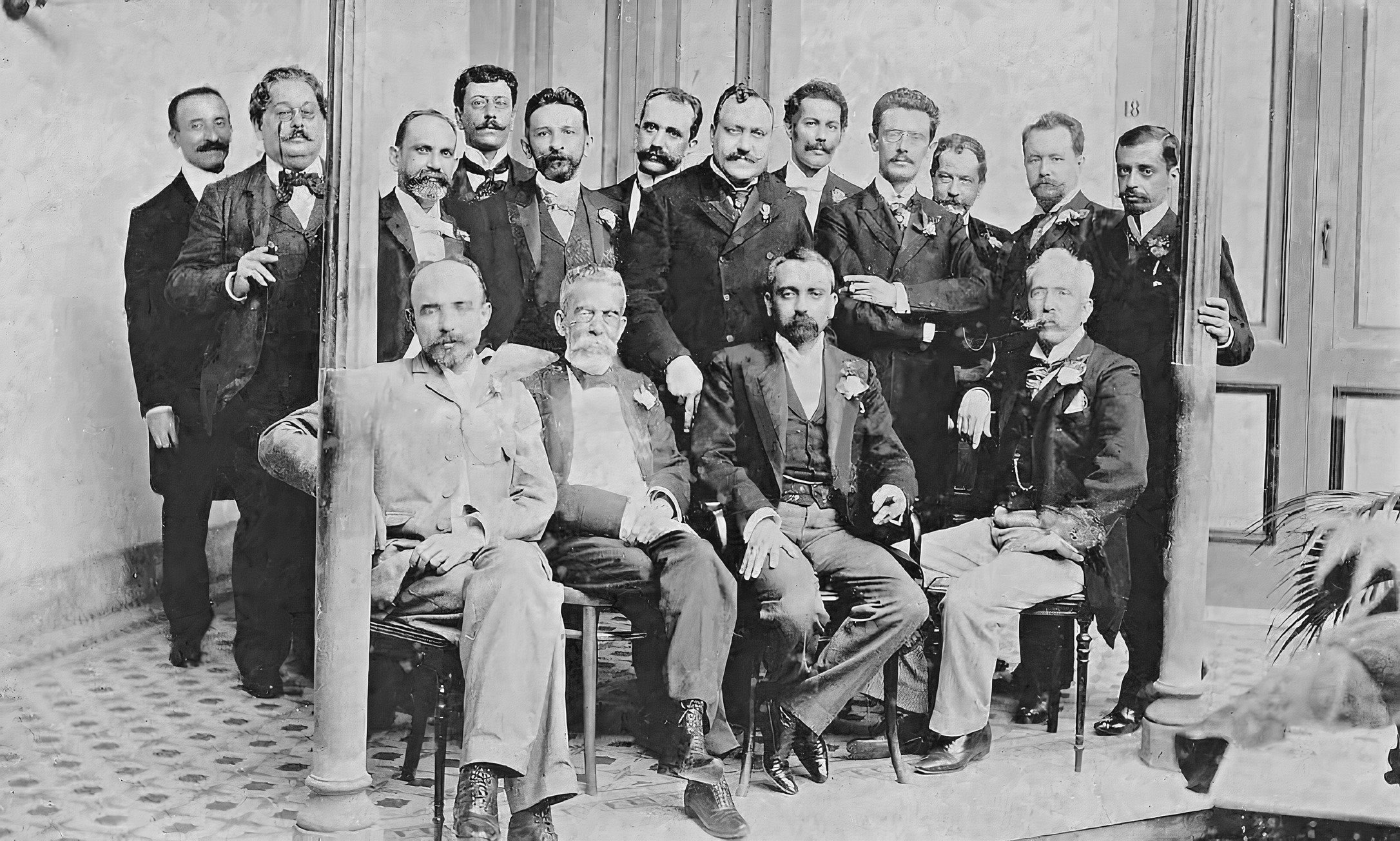
Основатели и члены БАЛ. Задний ряд стоя: Рудолфу Амоеду, Артур Азеведу, Инглес де Соуза, Олаву Билак, Жозе Вериссиму, Жуан Карнейру де Соуза Бандейра, Филинту де Алмейда, Гимараеньс Пассус, Валентин Магальяеньс, Рудолфу Бернардели, Родригу Отавиу, Эйтор Пейшоту; передний ряд сидя: Жуан Рибейру, Машаду де Ассис, Лусиу де Мендонса и Жозе да Силва Рамус. 1901 год

Согласно Уставу Академии в её состав входят 40 действующих и постоянных членов, из которых по меньшей мере 25 должны быть резидентами Рио-де-Жанейро, и 20 иностранных членов-корреспондентов. Новые члены Академии избираются тайным голосованием. Администрация Академии насчитывает следующие руководящие должности: президент, генеральный секретарь, первый секретарь, второй секретарь и казначей. В состав первого руководства ассоциации, избранного 28 января 1897 года вошли: Машаду де Ассис — президент, Жуакин Набуку (Joaquim Nabuco) — генеральный секретарь, Родригу Отавиу (Rodrigo Otávio) — первый секретарь, Жозе да Силва Рамус (José Júlio da Silva Ramos) — второй секретарь и Инглес де Соуза (Inglês de Sousa) — казначей. В настоящее время президент избирается сроком на 2 года, в 2016—2017 годах этот пост занимал Домисиу Проенса Филью (Domício Proença Filho). С 2022 года президентом является Мерваль Перейра.
Для каждого из имеющихся 40 кресел основатели выбрали покровителя (патрона порт. patrono) из числа известных деятелей культуры, внесших значительный вклад в бразильскую литературу до основания Академии. Единственным иностранным членом-корреспондентом БАЛ из России стал Лев Толстой, избранный в 1898 году.
См.: Список президентов Бразильской академии литературы
См.: Список академиков Бразильской академии литературы
См.: Список иностранных членов-корреспондентов Бразильской академии литературы

## Премии
В целях поощрения создания культурных достижений Академия присуждает премии по различным жанрам в области литературы. Первая премия БАЛ была учреждена в 1909 году для конкурса пьес, предназначавшихся к постановке в Городском театре Рио-де-Жанейро, и с того времени стала ежегодной. В последующие годы были созданы другие премии: премия Медейрус и Албукерке (Prêmio Medeiros e Albuquerque, 1910), премия «Газета де Нотисиас» (Prêmio «Gazeta de Notícias», 1910), премия Машаду де Ассиса (Prêmio Machado de Assis, 1911), премия Раула Помпейя (Prêmio Raul Pompéia, 1911) и с 1912 года премия Бразильской академии (Prêmio Academia Brasileira).
С 1999 года премия Машаду де Ассиса стала присуждаться ежегодно за лучшее собрание сочинений. Также в 1999 году были учреждены новые ежегодные премии:
- Премия БАЛ по поэзии (Prêmio ABL de Poesia)
- Премия БАЛ по художественной литературе (Prêmio ABL de Ficção) — за лучшее художественное произведение (роман, пьеса, рассказ)
- Премия БАЛ по эссе (Prêmio ABL de Ensaio) — за лучшее критическое эссе или литературоведческое исследование
- Премия БАЛ по детской и юношеской литературе (Prêmio ABL de Literatura Infantojuvenil)

С 2003 года присуждается премия БАЛ по переводу (Prêmio ABL de Tradução) — за лучший перевод произведения с иностранного языка. В 2006 году учреждена премия БАЛ по истории и общественным наукам (Prêmio ABL de História e Ciências Sociais). Премия Франсишку Алвеса (Prêmio Francisco Alves) не является ежегодной и присуждается каждые 5 лет за лучшее фундаментальное исследование о Бразилии и по португальскому языку.
Академия также присуждала почётные премии, учреждённые в памятные годовщины бразильских литературных деятелей: премию Жозе Линса ду Регу (Prêmio José Lins do Rego) в 1998 году и премию Афонсу Аринуса (Afonso Arinos) в 2005 году.

## Публикации
С 1941 года официальным печатным органом БАЛ стал научный журнал «Ревишта Бразилейра».

## Награды
22 сентября 1941 года БЛА награждена правительственной наградой Португалии — Большим крестом ордена Сантьяго, а 26 ноября 1987 года удостоена звания Почётного члена ордена Сантьяго.
В 2011 году Бразильская академия литературы награждена бразильским орденом Культурных заслуг.

## В литературе
Избранный в 1961 году академиком БАЛ бразильский писатель Жоржи Амаду написал роман «Пальмовая ветвь, погоны и пеньюар» (Farda, Fardão, Camisola de Dormir, 1979) с ироническим описанием выборов в Академии в период так называемого Иштаду Нову (Нового государства) или Эры Варгаса в Бразилии.